# 幟町教會
34°23′44.3″N 132°28′4″E / 34.395639°N 132.46778°E

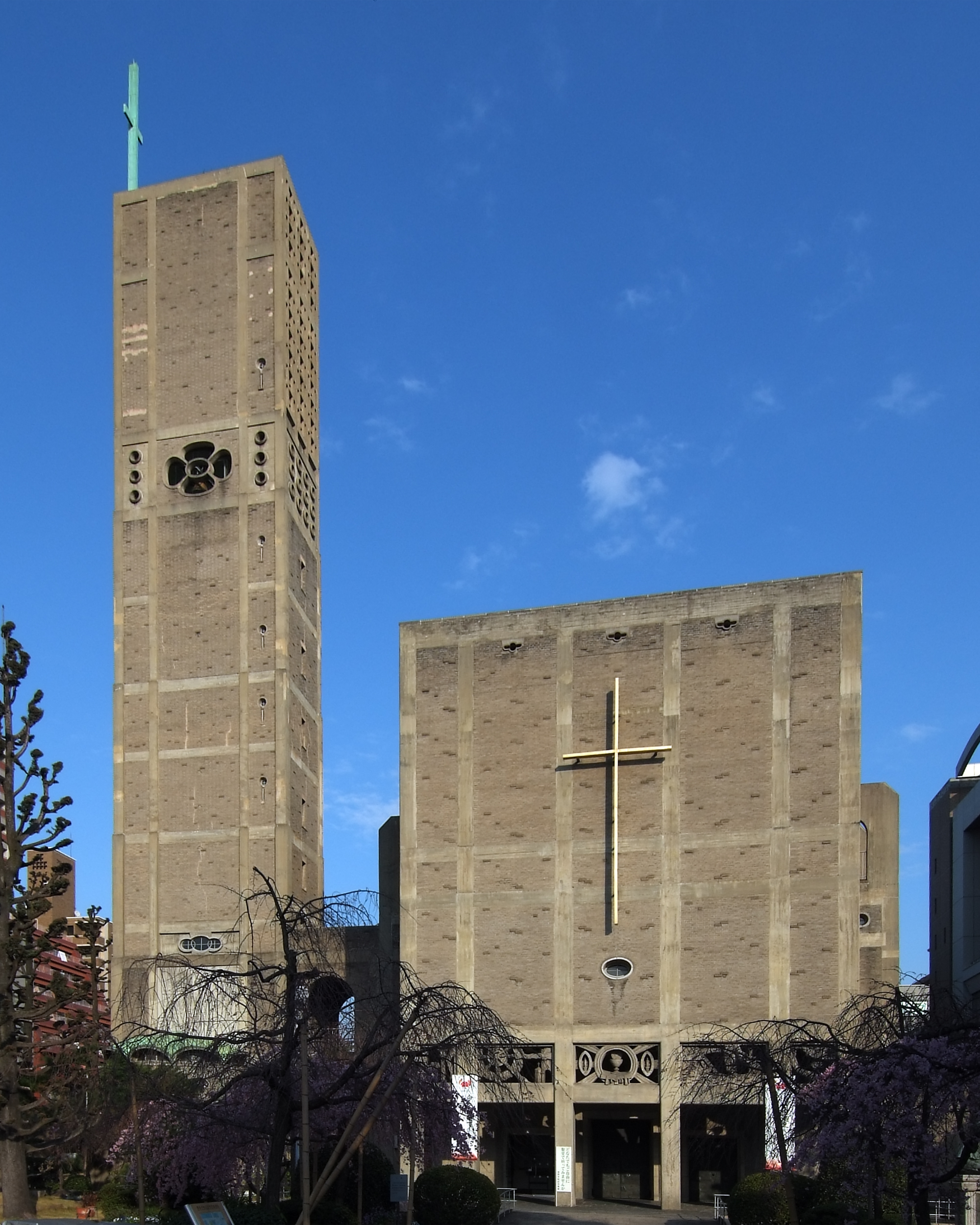
座堂立面和鐘樓

幟町教會（日语：カトリック幟町教会），也稱為世界和平紀念教堂（せかいへいわきねんせいどう），正式名稱是聖母升天主教座堂（被昇天の聖母司教座聖堂），位於日本廣島縣廣島市中區幟町，是天主教廣島教區的主教座堂。

## 历史
聖堂建於1882年，原來以傳統日本風格設計。1945年遭原子彈炸毀，在原爆中倖存的德裔日籍神父愛宮真備決定要重建聖堂。在教宗庇護十二世支持下，1950年聖堂開始重建，1954年祝聖啟用。1959年隨教區成立升為座堂。1981年教宗若望保祿二世到訪。2006年被列入重要文化財。
目前的座堂由村野藤吾設計，以鋼鐵混凝土興建。座堂樓高三層、地底一層、三廊式巴西利卡平面，並修建了一座高45公尺的鐘樓。